# Basil Zaharoff

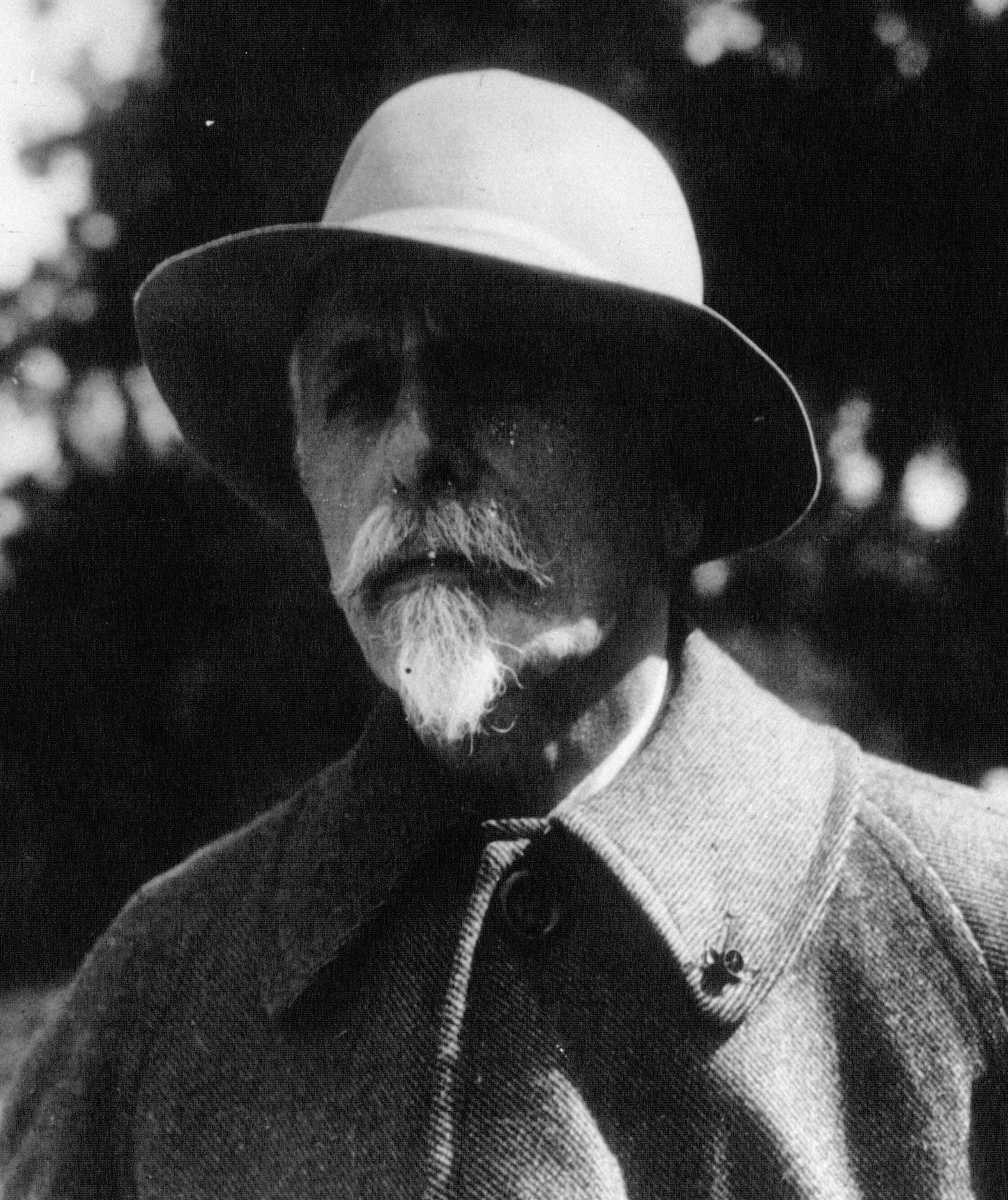
Basil Zaharoff (1928)

Sir Basil Zaharoff, nascido Zacharias Basileios (Muğla, 1849 – Monte Carlo, 1936), foi um empresário grego, banqueiro e negociante de armas, diretor e presidente da fábrica de munição Vickers, estrategicamente importante durante a Primeira Guerra Mundial.

## Infância e juventude
Basil nasceu em uma família grega que vivia em Constantinopla (atual Istanbul). O sobrenome Zaharoff (do russo Zakharov, patronímico de Zacarias) foi adotado quando a família vivia em exílio na Rússia como reação ao Pogrom de Páscoa antigrego de 1821. Na década de 1840, A família voltou para a Turquia e se instalou na cidade de Muğla, na Anatólia. Em 1855, a família já estava de volta em Constantinopla, morando no bairro pobre de Tatavla, onde Basil brincava na rua.
O primeiro trabalho de Basil, ainda criança, foi como guia turísitico na zona de meretrício de Gálata, no lado europeu de Constantinopla, onde ele ajudava seus clientes a encontrar diversões proibidas que iam além da prostituição convencional (como prostituição infantil, sodomia e sadomasoquismo). Na juventude, tornou-se bombeiro. No século XIX no Império Otomano, esta profissão não era exatamente eficiente para extinguir incêndios, mas resgatava tesouros dos moradores ricos em troca de uma vultosa comissão. Vários bombeiros também participavam de assaltos e extorsões a comerciantes.
Já como adulto, Basil arrumou emprego numa casa de câmbio. Neste ramo, foi acusado (sem provas) de vender dinheiro falsificado para turistas, que não notavam o golpe até embarcarem para longe de Constantinopla.

## Problemas judiciais
Zaharoff apareceu em Londres e foi levado ao tribunal em meio a uma controvérsia envolvendo transações comerciais irregulares na exportação de mercadorias de Constantinopla para Londres. Como os gregos constantinopolitas em Londres preferiam que assuntos envolvendo membros da comunidade não fossem resolvidos pela justiça britânica, ele foi solto mediante pagamento de £100 (cem libras) e sob a condição de reembolsar o queixoso e continuar dentro da jurisdição do tribunal. No entanto, ele deixou Londres e foi imediatamente para Atenas.
Na capital grega, Zaharoff (então com 24 anos) se tornou amigo do jornalista político Etienne Skouloudis. O eloqüente Zaharoff conseguiu convencer Skouloudis de sua inocência no caso de Londres. Por sorte, outro amigo de Skouloudis, um capitão de marinha mercante sueco, estava saindo de seu emprego como representante do fabricante de armas Thorsten Nordenfelt. Enquanto isso, Skouloudis ascendeu na política grega e indicou Zaharoff para a vaga do sueco. Zaharoff foi contratado em 14 de outubro de 1877, iniciando uma carreira espetacular. Rússia e Turquia, circunstâncias políticas e militares predominantes nos Bálcãs, forneceram então excelente oportunidade de negócios para o jovem vendedor de armas. Cada país pôde gastar a quantia necessária para compensar as perceptíveis intenções agressivas dos vizinhos, mesmo após o Tratado de Berlim de 1878.

## Venda de armas

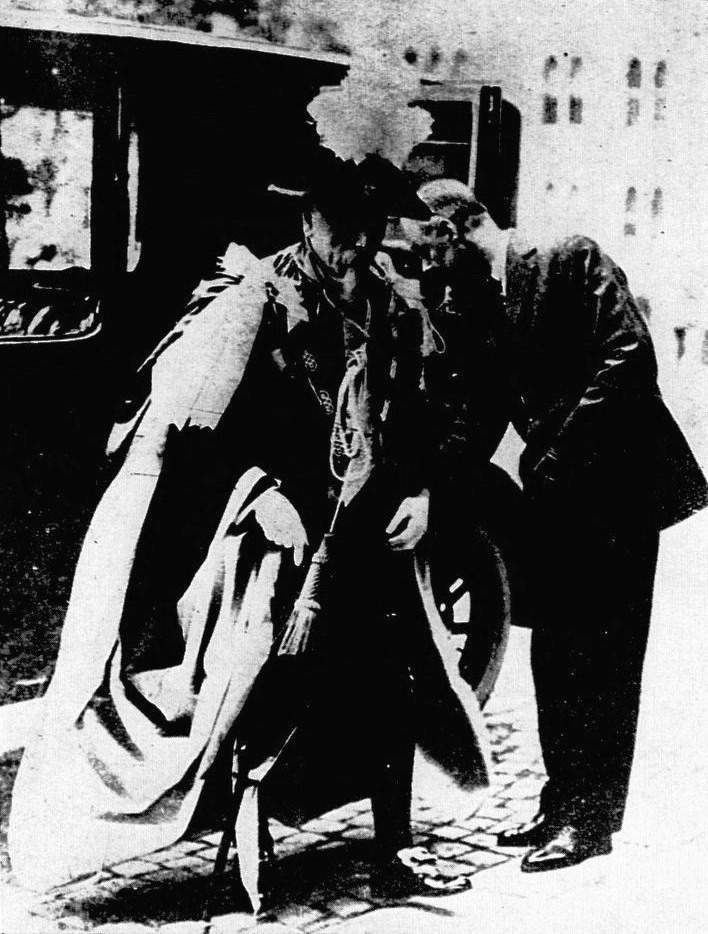
Sir Basil Zaharoff, Le Monde illustré, 5 decembro 1936 en Londres.

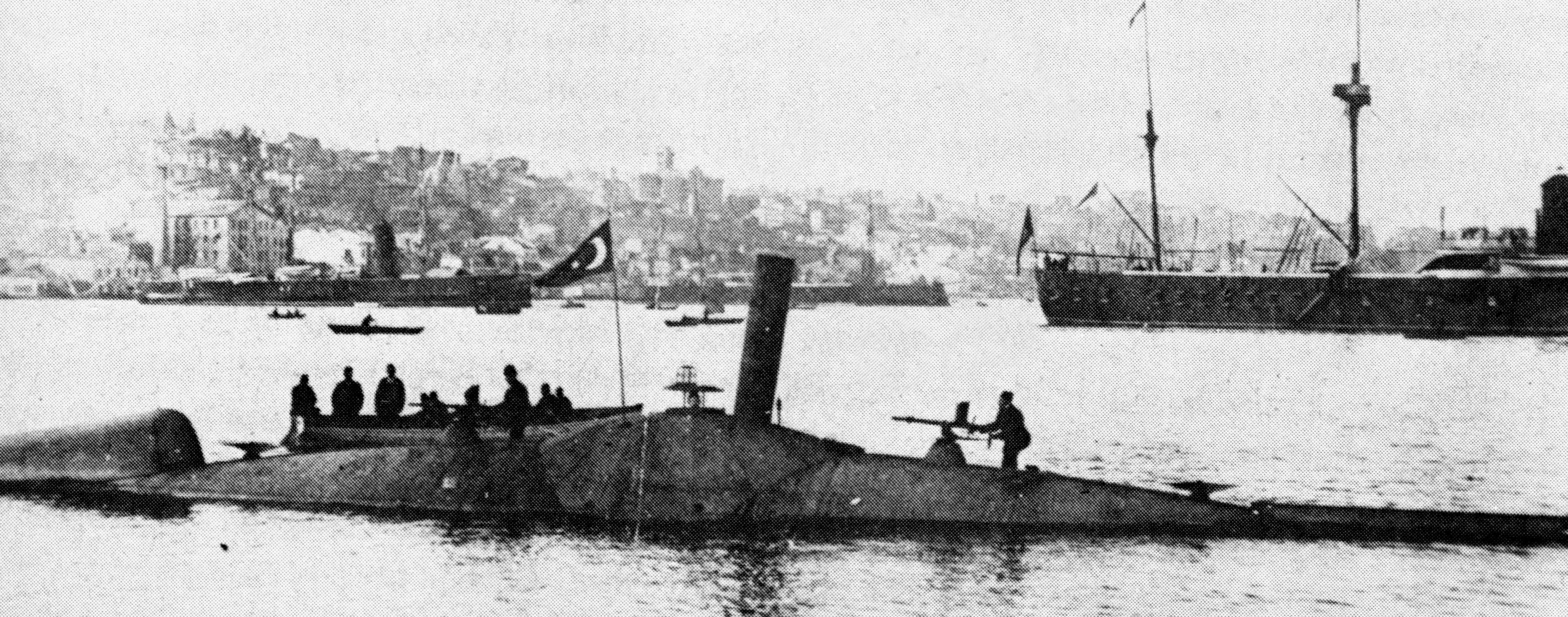
Abdülhamid, o primeiro submarino do Império Otomano, vendido por Zaharoff do Nordenfelt, 1888.

Uma das vendas mais notáveis efetuadas por Zaharoff foi a do Nordenfelt I, um submarino a vapor baseado num projeto do reverendo anglicano George W. Garrett, e que o serviço de inteligência naval dos EUA classificou como "capaz de executar movimentos perigosos e excêntricos". Thorsten Nordenfelt já tinha demonstrado com sucesso sua embarcação num encontro internacional da elite militar europeia. Embora as maiores potências não se interessassem no invento, os países menores prestigiaram a nova arma de guerra.
Foi assim que, com a promessa de termos de pagamento flexíveis, Zaharoff vendeu o primeiro modelo para os gregos. Ele, então, convenceu os turcos de que um submarino grego seria uma ameaça imediata, e vendeu mais dois para o Império Otomano. Em seguida, persuadiu os russos de que havia uma nova ameaça significativa no Mar Negro, e eles compraram mais dois. Nenhum desses cinco submarinos jamais entrou em batalha. Em um teste feito pela Marinha Otomana, um deles tentou disparar um torpedo e teve o equilíbrio tão afetado que afundou.

### Metralhadora de Maxim

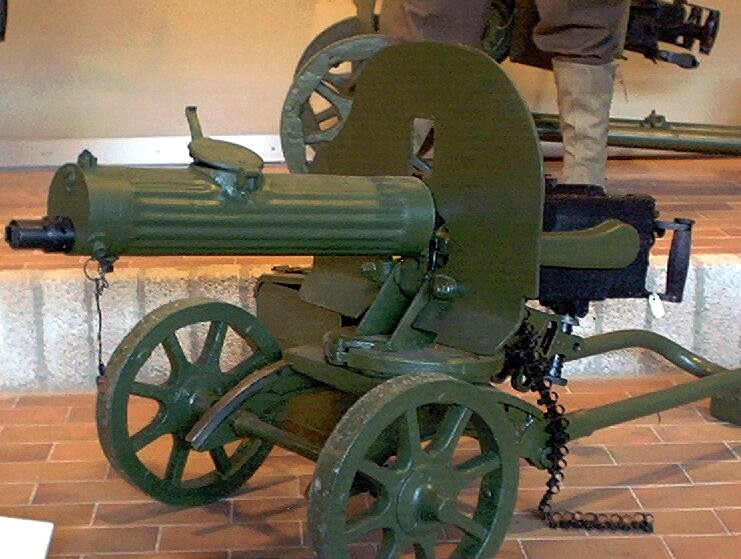
Metralhadora de Maxim 1910

A próxima pessoa a entrar no caminho de Zaharoff foi o boxeador e engenheiro estadunidense Hiram Maxim. A metralhadora automática inventada por Maxim era um avanço significativo em relação aos modelos de carregamento manual então em uso. Era certamente melhor que qualquer coisa na prateleira de Nordenfelt na época. Acredita-se que Zaharoff teve participação nos fatos relativos às tentativas de Maxim de demonstrar seu invento entre 1886 e 1888. Na primeira, as metralhadoras de Maxim and Nordenfelt seriam demonstradas em La Spezia, na Itália, para uma platéia distinta que incluía o Duque de Gênova. Os representantes de Maxim não apareceram; na noite anterior, um desconhecido os havia levado por um passeio nas casas noturnas da cidade, deixando-os sem condições no dia seguinte.
A segunda tentativa ocorreu em Viena. Lá, os concorrentes foram solicitados a modificar suas armas para comportar o tamanho padronizado de cartucho usado pela infantaria austro-húngara. Depois de atirar algumas centenas de vezes, o aparato de Maxim disparou aleatoriamente e parou sozinho. Quando Maxim desmontou a arma para ver o que acontecera, descobriu que havia sido sabotada, mas já era tarde demais para se recuperar. A terceira tentativa também foi em Viena, e a arma funcionou perfeitamente. Mas, novamente, um desconhecido apareceu entre os oficiais veteranos e os convenceu que a técnica necessária para produzir arma tão fantástica teria de ser artesanato manual, uma por uma, e que sem os maios de produção em massa, Maxim jamais poderia produzir metalhadoras em quantidades suficientes para atender às necessidades dos exércitos modernos. Nordenfelt e Zaharoff venceram. Maxim, que sabia ter em mãos um bom produto, buscou e obteve uma fusão com Nordenfelt, tendo Zaharoff como principal representante com direito a uma polpuda comissão.
Apesar de muito pouco ter sido documentado, Zaharoff era visto como mestre no suborno e na corrupção, mas os poucos incidentes que vieram a público, como as vultosas propinas recebidas pelo Almirante Fuji do Japão, sugerem que ocorria muito mais por trás dos panos. Em 1890, a sociedade Maxim-Nordenfelt foi desfeita e Zaharoff escolheu continuar com Maxim. Com as comissões recebidas, Zaharoff comprou ações na empresa de Maxim até poder dizer ao patrão que não era mais um funcionário, mas um acionista majoritário.
Em 1897, a empresa de Maxim tornou-se importante o bastante para receber uma oferta de compra pela companhia britânica Vickers, uma das gigantes na indústria de armamentos. Isto envolvia pagamentos substanciais tanto em ações quanto em dinheiro vivo para Maxim e Zaharoff. Desde então, enquanto o entusiasmo empresarial de Maxim diminuía, o de Zaharoff e o portifólio de ações da Vickers cresciam. Com a aposentadoria de Maxim, em 1911, Zaharoff consolidou a fusão e entrou para a diretoria da Vickers.
A primeira década do século XX, com a corrida imperialista, foi uma época em que vários exércitos europeus procuraram se reconstruir e se modernizar. A Alemanha e o Reino Unido, em especial, viam uma necessidade particular de melhorar a força naval. A Vickers e Zaharoff estavam lá, prontas para servir a ambos os lados rivais. A Rússia, depois da desastrosa derrota para o Japão em 1905 (ver Guerra Russo-Japonesa) também teve necessidade de reformar sua marinha, mas o país foi varrido por uma onda de chauvinismo que exigia indústria doméstica para a reconstrução. A resposta de Zaharoff foi a construção de um gigantesco complexo de produção armamentista em Tsarítsin (depois Stalingrado e hoje Volgogrado) como subsidiária da Vickers. A abertura dos arquivos da Rússia tsarista depois da Primeira Guerra revelou algumas táticas da indústria bélica: uma carta de 1907, em particular, foi escrita da fábrica alemã de Paul von Gontard (secretamente controlada pela Vickers) para um sócio da Vickers em Paris, recomendando o envio de comunicados de impresa na França com sugestões de que o país deveria reforçar suas forças armadas para prevenir a ameaça da Alemanha. Estes artigos em jornais franceses foram lidos em plenária do Reichstag e levaram a uma aprovação do aumento no orçamento militar. Tudo isso beneficiou Zaharoff.

## Primeira Guerra Mundial
Nos anos imediatamente anteriores à Primeira Guerra Mundial, a fortuna de Zaharoff cresceu em outros setores para financiar a empresa de armas. Ao comprar o banco Union Parisienne (tradicionalmente associado à indústria pesada), ele passou a controlar os acordos de financiamento. Ao obter controle sobre o jornal Excelsior, conseguiu se assegurar de editoriais favoráveis à indústria armamentista. Tudo de que precisava agora eram condecorações. A inauguração de um asilo para marinheiros franceses deu a Zaharoff a Legião de Honra da França; uma cátedra de aerodinâmica na Universidade de Paris fez dele um oficial; e em 31 de julho de 1914 (mesmo dia em que Jean Jaurès foi assassinado), Raymond Poincaré assinou um decreto fazendo de Zaharoff comandante da Legião de Honra. Em março de 1914, a Vickers anunciou a chegada de "uma nova era de prosperidade". Em agosto, a guerra começou.
Durante o curso da guerra, a britânica Vickers, sozinha, produziria quatro navios da linha, três cruzadores, 53 submarinos, 3 embarcações auxiliares, 62 embarcações leves, 2.328 canhões, 8.000.000 de toneladas de liga de aço, 90.000 minas, 22.000 torpedos, 5.500 aviões e 100.000 metralhadoras. Em 1915, Zaharoff tinha laços estreitos com Lloyd George e Aristide Briand. Consta que, por ocasião de uma visita a Briand, Zaharoff deixou discretamente um envelope na mesa do presidente francês, contendo um milhão de francos para viúvas de guerra.
Uma das tarefas estratégicas de Zaharoff durante a guerra era assegurar que a Grécia entrasse no conflito do lado aliado. Isto seria um reforço no fronte oriental. Aparentemente, isto parecia impossível, já que o Rei Constantino era um Hohenzollern, cunhado do imperador alemão Guilherme II. Zaharoff abriu uma agência de notícias na Grécia para divulgar notícias favoráveis aos aliados. Em poucos meses, o governo de Constantino foi deposto em favor do Primeiro-Ministro Eleftherios Venizelos.
Com o fim da guerra, o The Times de Londres estimou que Zaharoff sacrificara £50 milhões (cinqüenta milhões de libras) pela causa aliada, mas ignorou que esta soma era apenas uma pequena fração de suas comissões de vendas de armamentos. Ele foi agraciado com o título de baronete britânico e passou a ser chamado de Sir Basil Zaharoff.

## Negócios no Pós-Guerra
Nos anos seguintes, Zaharoff se envolveu nos assuntos das potências menores, que os Quatro Grandes que estavam redesenhando o mapa da Europa no Tratado de Versalhes alegremente ignoraram. Em particular, ele quis assegurar que a Grécia e Venizelos recebessem a fatia devida dos espólios da esfacelada Turquia. Zaharoff convenceu Venizelos a atacar o vizinho e, militarmente, os gregos venceram rapidamente, até a França e a Itália intervirem em 1920 (ver Guerra da Independência da Turquia). As potências impuseram um tratado que se recusava a permitir à Grécia manter a maior parte de suas conquistas. Nas eleições seguintes, os legalistas de Costantino conseguiram forçar Venizelos a fugir, mas Zaharoff ficou e persuadiu o próprio rei a atacar a Turquia novamente. No entanto, agora com Atatürk no comando turco, a empreitada estava destinada a falhar. As aventuras de guerra de Zaharoff não foram bem recebidas pela imprensa em Paris e Londres.
Ao mesmo tempo em que conduzia sua guerra, Zaharoff também se envolveu em outros dois empreendimentos financeiros relevantes. Em outubro de 1920, ele participou da fundação de uma companhia que foi antecessora da gigante petrolífera British Petroleum (BP). Zaharoff enxergou um grande futuro no setor de petróleo.

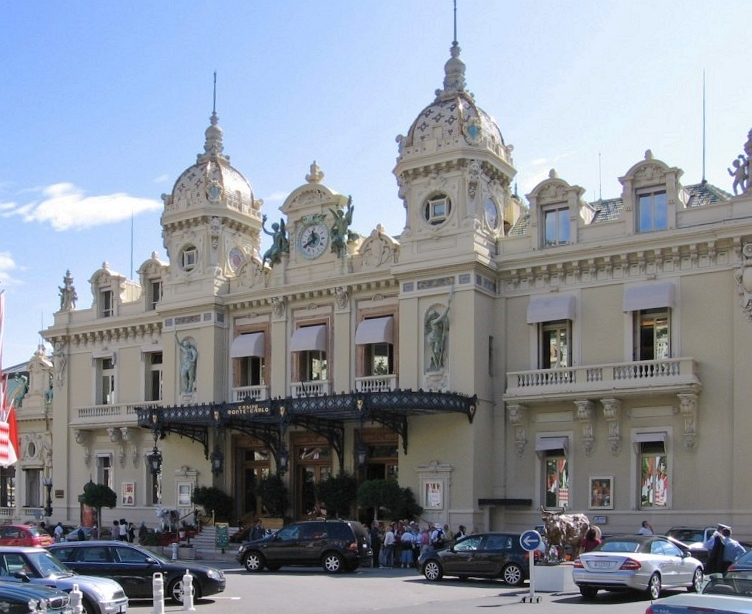
Casino de Monte Carlo

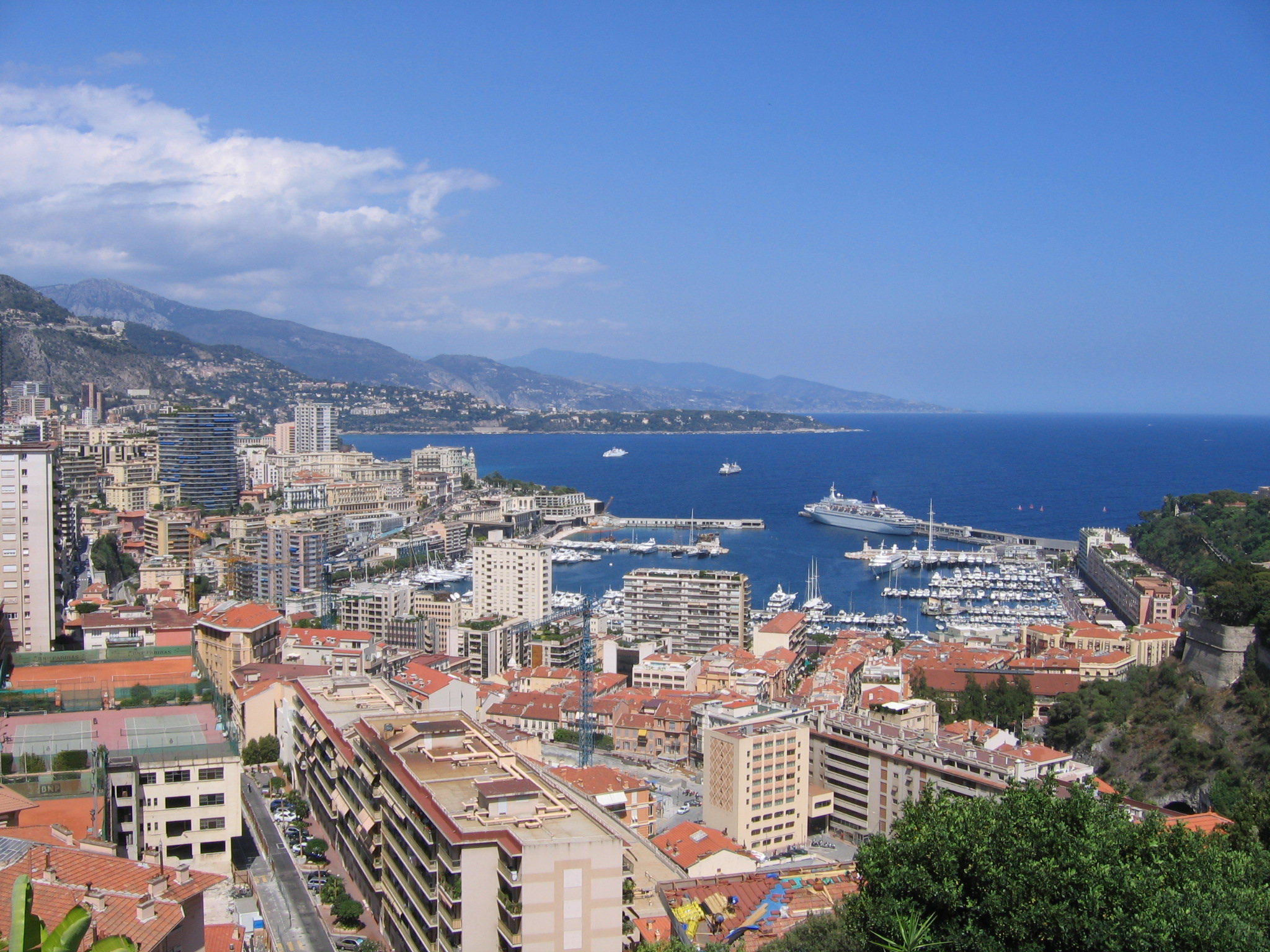
Vista de Monte Carlo

Sua associação com o Príncipe Luís II de Mônaco o levou a comprar a endividada Société des Bains de Mer, empresa mantenedora do famoso Casino de Monte Carlo, e principal fonte de arrecadação do principado. Zaharoff conseguiu fazer o casino voltar a ser lucrativo. Ao mesmo tempo, venceu uma disputa contra Clemenceau para assegurar que o Tratado de Versalhes incluísse a proteção dos direitos de Mônaco como estabelecidos desde 1641. Luís II notara a erosão gradual do país em quase três séculos desde então.

## Vida pessoal
Em setembro de 1924, já com 75 anos, Zaharoff casou-se em primeiras núpcias com o grande amor de sua vida: Maria del Pilar. Ele a conhecera quase três décadas antes a bordo do Oriente Express, no trecho entre Zurique e Paris, quando ela passava por dificuldades com seu recém-casado e desequilibrado marido, o Duque de Marchena. Zaharoff apaixonou-se à primeira vista, mas estava preparado para esperar. Apesar do fato de o Duque logo ser confinado em um sanatório, Maria, muito católica, não queria ouvir falar em divórcio. Tiveram de esperar quase 30 anos pela morte do Duque, e então finalmente se casaram. Um ano e meio depois, Maria contraiu uma infecção e morreu.
(na verdade, este foi o segundo casamento de Zaharoff; ele já fora casado com uma inglesa muito antes, primordialmente para obter um passaporte britânico, ao que parece)
Com isso, Zaharoff caiu em depressão e iniciou uma liquidação de seus negócios. Retirou-se para escrever suas memórias. Quando ele as completou, elas foram roubadas por um mordomo que esperava fazer fortuna ao revelar segredos constrangedores sobre figurões da Europa. A política recuperou os manuscritos e os devolveu a Zaharoff. Ao pagar um cheque aos policiais, Zaharoff readiquiriu os originais e jogou-os na lareira. Passou o resto de seus dias em solidão, sem amigos.